# Picrotus thoracicus
Picrotus thoracicus là một loài bọ cánh cứng trong họ Cryptophagidae. Loài này được Sharp miêu tả khoa học năm 1886.